# 広大中央口
広大中央口（ひろだいちゅうおうぐち）とは、広島県東広島市鏡山一丁目にあるバス停留所である。本項では、広島大学東広島キャンパス周辺に設置されているその他のバス停についてもあわせて記述する。

## 概要
広島大学東広島キャンパスの北側、ブールバール上に位置しており、理学部棟、経済学部棟、文学部棟などへのアクセスを担っている。全ての路線バスが東から西に向かって走るため、乗降設備は南側（大学構内側）にしか設置されていない（詳細は後述）。
以前は他のバス停と大差ない、屋根とベンチがあるだけの簡易的な設備のバス停であったが、「下見・鏡山地区バス交通結節点」 として位置づけられたことに伴い、待合室の設置などの整備がなされた。この工事のため、2022年4月 から2023年3月 までの間、本停留所は休止扱いとなり、全てのバスが通過していた。

## 停留所構造

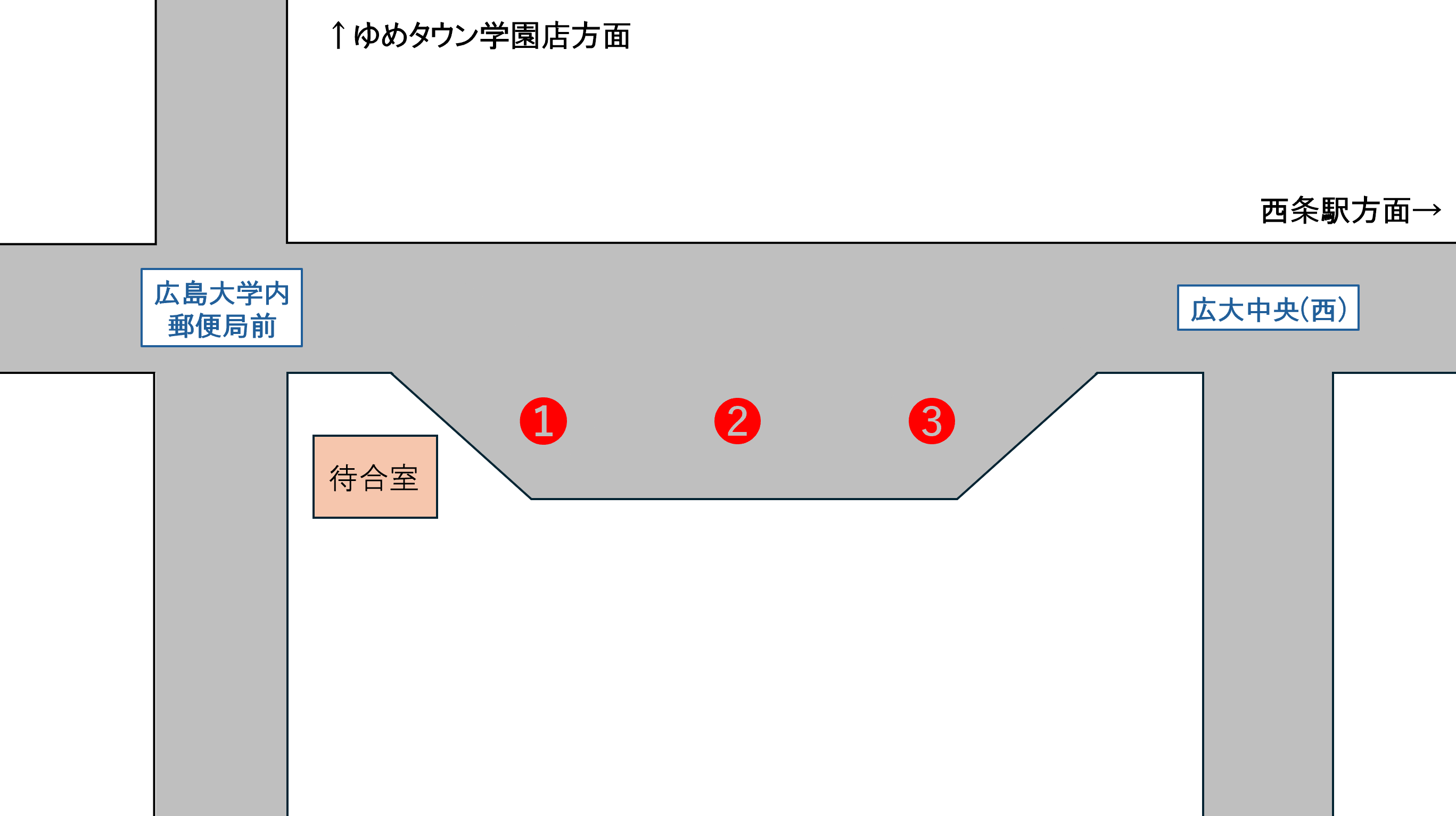
停留所構造の模式図

西側から順に、1番のりば、2番のりば、3番のりばの3つののりばが直列で設置されており、行先によってのりばが分かれている。待合室やトイレはのりばの西側に設置されている。
| のりば    | 方面                   | 運行事業者           | 路線                                    | 行先                       | 備考                           |
| --------- | ---------------------- | -------------------- | --------------------------------------- | -------------------------- | ------------------------------ |
| 1番のりば | 大阪・東京方面         | JRバス中国           | 広島ドリーム大阪号                      | 大阪駅JR高速バスターミナル | 夜行バス、乗車のみ             |
| 1番のりば | 大阪・東京方面         | JRバス中国           | 広島ドリーム大阪号                      | 広島駅新幹線口             | 夜行バス、降車のみ             |
| 2番のりば | 東広島駅・八本松駅方面 | 中国JRバス、芸陽バス | 東広島駅 - 広島大学線                   | 東広島駅                   | 中国JRバスと芸陽バスの共同運行 |
| 2番のりば | 東広島駅・八本松駅方面 | 中国JRバス、芸陽バス | 八本松駅 - 広島大学線                   | 八本松駅                   | 中国JRバスと芸陽バスの共同運行 |
| 3番のりば | 西条駅方面             | 中国JRバス、芸陽バス | 西条駅 - 広島大学線（ブールバール経由） | 西条駅                     | 中国JRバスと芸陽バスの共同運行 |
| 3番のりば | 西条駅方面             | 中国JRバス           | 西条駅 - 広島大学線（下見経由）         | 西条駅                     |                                |

このほか、広島大学と広島バスセンター（広島市）を結ぶ高速バス、グリーンフェニックスが1番のりばに発着していたが、2024年4月をもって廃止された。

## 設備
- 待合施設（冷暖房、ベンチ、バスロケーションシステム有）
- トイレ
- 駐輪場 15台

チケットの販売窓口や券売機はないが、大学生協のトラベルカウンターが構内にあるため、そちらで高速バスの発券をすることは可能である。

## 広島大学周辺のバス停

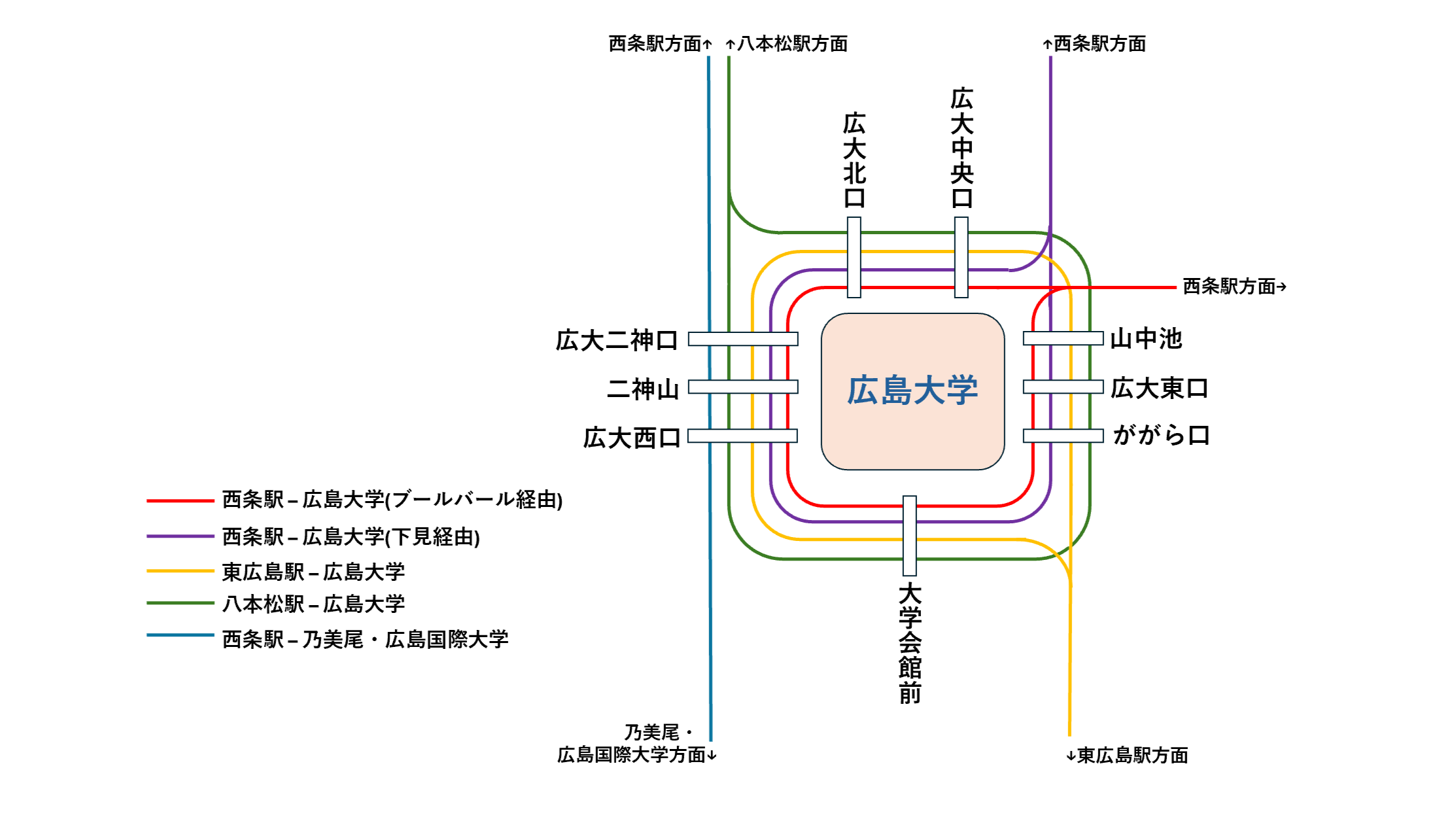
広島大学周辺の路線バスの概略

広島大学東広島キャンパス周辺には5路線の路線バスが乗り入れており、そのうち4路線はキャンパスの周りにある9つのバス停を反時計回りに環状運転して起点へと戻っていくという運行形態をとっている。したがってバスは片方向にしか走らないため、これらのバス停は基本的に大学構内側のみに乗降設備が設置されている。
なお、西条駅 - 乃美尾・広島国際大学線に関しては他4路線と異なり、広大二神口、二神山、広大西口の各バス停を経由するのみで環状運転は実施しない。そのため大学周辺の区間においても両方向にバスが運行されており、この3バス停については特例的に反対側（大学構内から見て向かい側）にも乗降設備が設置されている。
バス停の名称は以下の通り。なお、順番は広大中央口から反時計回りである。
| バス停名   | 読み方                 | 急行便 | 特急便 | 備考                         |
| ---------- | ---------------------- | ------ | ------ | ---------------------------- |
| 広大中央口 | ひろだいちゅうおうぐち | 停車   | 停車   | 西条駅方面の一部バスの起点   |
| 広大北口   | ひろだいきたぐち       | 通過   | 通過   | 八本松駅方面の一部バスの終点 |
| 広大二神口 | ひろだいふたかみぐち   | 通過   | 通過   | 八本松駅方面の一部バスの起点 |
| 二神山     | ふたかみやま           | 通過   | 通過   |                              |
| 広大西口   | ひろだいにしぐち       | 停車   | 停車   |                              |
| 大学会館前 | だいがくかいかんまえ   | 停車   | 停車   | 東広島駅方面の一部バスの終点 |
| ががら口   | ががらぐち             | 通過   | 通過   | 東広島駅方面の一部バスの起点 |
| 広大東口   | ひろだいひがしぐち     | 通過   | 通過   |                              |
| 山中池     | やまなかいけ           | 停車   | 通過   | 西条駅方面の一部バスの終点   |